# Deens-Hanzeatische Oorlog
De Deens-Hanzeatische Oorlog (1361-1370) was een gewapend conflict tussen het koninkrijk Denemarken en de Hanze, een handelsverbond van Duitse kooplieden geleid door de stad Lübeck. De oorlog was het gevolg van de expansiepolitiek van koning Waldemar IV van Denemarken (1340-1375) maar eindigde met een overwinning door de Hanze.

## Achtergrond
Sinds de jaren 1330 was Denemarken een rompstaat. Door omstandigheden kon Waldemar IV territorium heroveren en met de dood van koning Erik XII van Zweden in 1359 kon hij Skåne (Zuid-Zweden) bemachtigen. Waldemar werd overmoedig en in 1361 veroverde hij Visby op het eiland Gotland en kwam zo in conflict met het handelsverbond de Hanze.

## Verloop
Na moeilijke onderhandelingen verklaarde de Hanze de oorlog. De Hanze was verdeeld en in de eerste fase moest ze het onderspit delven. In 1362 probeerde admiraal Johann Wittenborg met 50 schepen de havenstad Helsingborg te veroveren, tevergeefs.
In 1367 tijdens de Hanzedag werd een militair samenwerkingsverbond opgericht, de confederatie van Keulen. Ook koning Haakon VI van Noorwegen sloot zich erbij aan. In 1368 veroverde de confederatie Kopenhagen en in 1369 Helsingborg. Intussen was koning Waldemar het land uitgevlucht, de hofraad bood vredesonderhandelingen aan.

## Gevolgen
De Hanze was relatief mild. In 1374, een jaar voor zijn dood, mocht Waldemar terugkeren naar zijn land. De Vrede van Stralsund (1370) garandeerde het recht op vrije handel. De Denen stonden vier forten in Skåne af aan de Hanze (Malmö, Helsingborg, Skanör  en Falsterbo), waarmee de Hanze feitelijk de controle over de Sont in handen kregen.
Met de oorlog bewees de Hanze dat er ook met hen militair rekening moest worden gehouden. De confederatie bleef tot 1385 actief. Bang voor de steeds groter wordende Duitse dominantie, richtten de drie Scandinavische koninkrijken Denemarken, Zweden en Noorwegen in 1397 de Unie van Kalmar op.